# Lliga de la Joventut Somali
La Lliga de la Joventut Somali (LJS) fou el principal partit polític de Somàlia entre els anys 1949 i el 1969.
Somàlia va estar sota administració britànica del 1941 al 1950. El 1943 es va formar a Mogadiscio el Club dels Joves Somalis (Somalia Youth Club) que va esdevenir partit el 1947 amb el nom de Lliga de la Joventut Somali, encoratjats per les autoritats britàniques. El partit va obrir oficines a la Somàlia Britànica, Somàlia Italiana, Ogaden i a la Northern Frontier Province de Kenya, ja que tenia com a objectiu un estat únic per tots els somalis i oposició als clans. Encara que va tenir certa popularitat a la Somàlia Britànica la seva base principal fou la Somàlia Italiana.
El 1945 a la Conferència de Potsdam es va decidir que Italia no recuperaria Somàlia, però l'inici de la guerra freda el 1948 va modificar la situació i el novembre de 1949 l'ONU va concedir el mandat per deu anys als italians en forma de fideïcomís. La lliga, i també el Hizbia Digil Mirifle Somali (Partit Digil-Mirifle) i la Lliga Nacional Somali (issaq) van exigir que al final dels deu anys fos concedida la independència
L'1 de juliol de 1960 es va formar el primer govern unit de Somàlia amb Aden Abdullah Osman Daar com a President, i Abdirashid Ali Shermarke com a primer ministre (després president del 1967 al 1969), els dos de la Lliga. La constitució fou ratificada en referèndum el 1961.
Les primeres eleccions es van fer el 1964 i la LJS va obtenir 69 dels 123 escons en joc, i encara després alguns partits menors (dels 11 que van obtenir representació), li van donar suport. Altre cop va obtenir majoria a les eleccions de març de 1969, però poc després (octubre)un cop d'estat militar comunista dirigit pel general Siad Barre va enderrocar al govern i els partits polítics foren prohibits.

## Líders
Presidents de Somàlia:
- Aden Abdullah Osman Daar: 1960 – 1967
- Abdirashid Ali Shermarke: 1967 – 1969

Primers Ministres:
- Abdullahi Isse Mohammed: 1949 - 1960
- Abdirashid Ali Shermarke: 1960 - 1964
- Abdirizak Haji Hussein: 1964 - 1967
- Muhammad Haji Ibrahim Egal 1967 - 1969

## Bibliiografia
- Said S. Samatar (ed.) A Country Study: Somalia, Library of Congress Call Number DT401.5. S68, 1993 «Somalia : Country Studies - Federal Research Division, Library of Congress». Arxivat de l'original el 2012-12-05. [Consulta: 5 setembre 2008]./«Somalia».
- On the founders of SYL (in Somali)«www.mudulood.com». Arxivat de l'original el 2011-09-29. [Consulta: 5 setembre 2008].
- SYL Election results:Mohamed Jama